# Seongsin Yeodae-ipgu (metropolitana di Seul)
Seongsin Yeodae-ipgu (성신여대입구역 - 誠信女大入口驛, Seongsin Yeodae-ipgu-yeok) è una stazione della metropolitana di Seul servita dalla linea 4 della metropolitana di Seul. Si trova nel quartiere di Seongbuk-gu, a nord del centro della capitale sudcoreana e serve il vicino campus dell'Università femminile Sungshin. In inglese la stazione è indicata come Sungshin Women's University (Donam) Station.

## Linee
Seoul Metro
 Linea 4 (Codice: 418)
UiTrans
 Linea Ui (Codice: L11)

## Struttura
La stazione, per quanto riguarda la linea 4, è costituita da due marciapiedi laterali con due binari passanti protetti da porte di banchina a piena altezza. Sono presenti due mezzanini, ciascuno con una propria serie di varchi di accesso e 7 uscite in superficie. 
La fermata della linea Ui si trova posizionata più in profondità, con due marciapiedi laterali e due binari passanti, ugualmente protetti da porte di banchina a piena altezza. Le uscite in superficie sono condivise con la stazione della linea 4.
Linea 4
| Direzione Danggogae | Linea 4 | per Changdong, Nowon e Danggogae                       |
| Direzione centro    | Linea 4 | per Chungmuro, Seul, Sadang, Geumjeong, Jungang e Oido |

Linea Ui
| Direzione Bukhansan Ui | Linea Ui | per Bukhansan Bogungmun, Samyang e Bukhansan Ui |
| Direzione Sinseol-dong | Linea Ui | per Bomun Sinseol-dong                          |

## Stazioni adiacenti
| «          | Servizio | »                |
| Linea 4    | Linea 4  | Linea 4          |
| ---------- | -------- | ---------------- |
| Gireum     | -        | Hanseongdae-ipgu |
| Linea Ui   |          |                  |
| Jeongneung | -        | Bomun            |